# اتاق بی‌پژواک

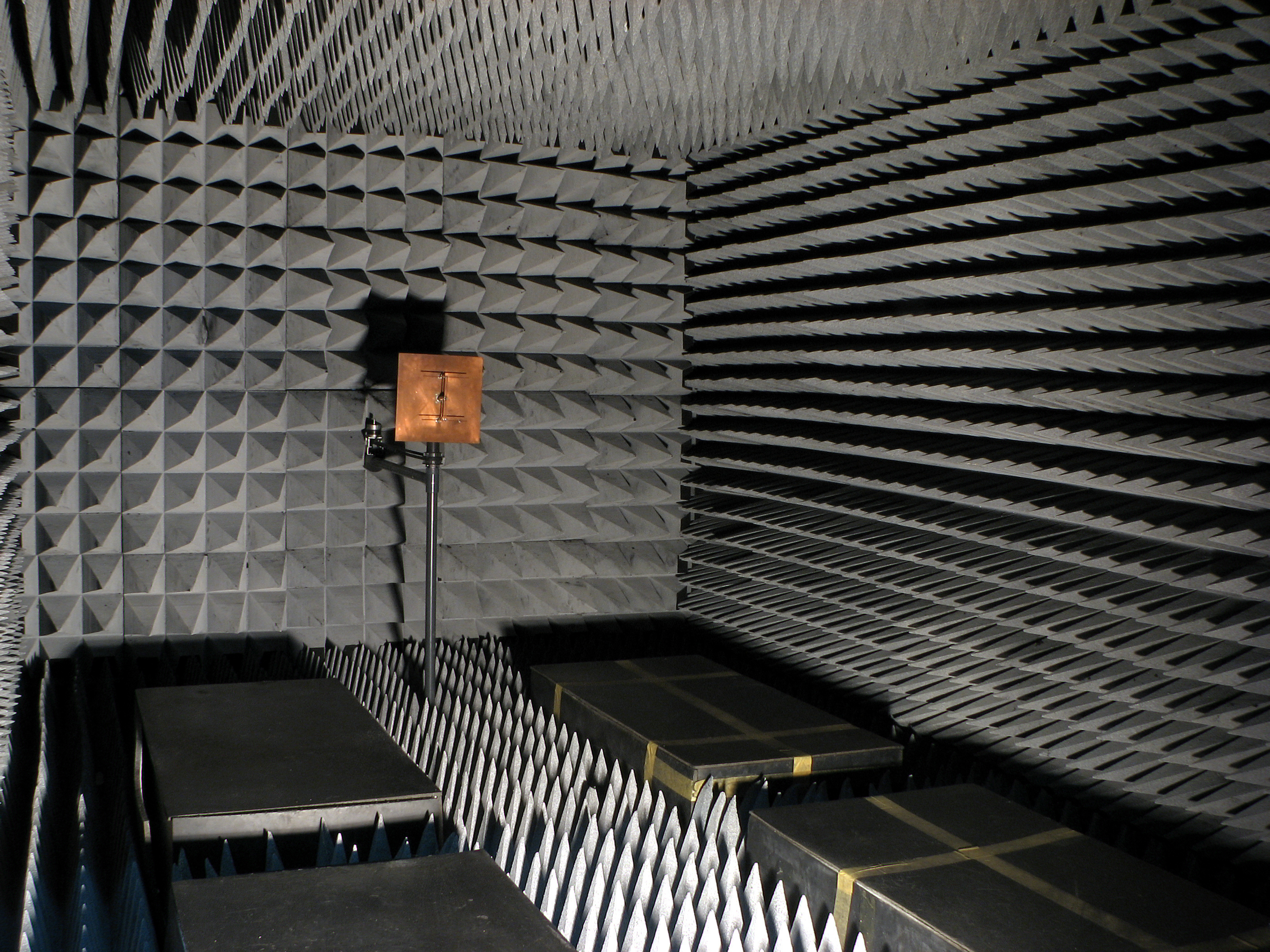
یک اتاق بی‌پژواک الکترومغناطیس

اتاق بی‌پژواک (به انگلیسی: Anechoic chamber) اتاقی است که در آزمایش‌های آکوستیک و الکترومغناطیس استفاده می‌شود. طراحی این اتاق به صورتی است که با جذب کامل موج صوتی یا الکترومغناطیسی در دیواره‌ها، از بازتاب موج جلوگیری می‌کند. همچنین این اتاق‌ها اغلب با عایق از فضای بیرون جدا شده‌اند. در نتیجه ترکیب جذب کامل داخلی و عایق‌بندی از تشعشع خارجی، محیطی ایجاد می‌شود که در آن گیرنده (صوتی یا الکترومغناطیسی) تنها اثر موج مستقیم فرستنده را دریافت می‌کند. اتاق بی‌پژواک در الکترومغناطیس برای مثال در اندازه‌گیری الگوی تشعشعی آنتن‌ها یا تداخل الکترومغناطیسی استفاده می‌شود. در آکوستیک نیز برای مثال برای اندازه‌گیری تابع تبدیل بلندگوها از این اتاق استفاده می‌شود.